# Claude Montana
Claude Montana (Parigi, 29 giugno 1947 – Parigi, 23 febbraio 2024) è stato uno stilista francese.

## Biografia
Claude Montana nacque a Parigi il 29 giugno 1947, da madre tedesca e padre catalano. Il suo cognome originario era Montamat ma lo cambiò per via della difficoltà con cui era pronunciato in francese, .
Da giovane viaggiò molto e per avere la propria indipendenza si stabilì a Londra per un breve periodo. Ritornò nella città natale nel 1970.
Nel 1976 organizzò la sua prima sfilata, ricevendo ottimi consensi da parte delle testate giornalistiche. Con il suo stile caratterizzato da forme forti e colori aggressivi, divenne insieme a Thierry Mugler, uno degli stilisti più in voga negli anni 80 e anni 90.
Tra il 1990 e il 1992 fu direttore creativo della casa di moda Lanvin, ottenendo grande consenso da parte della critica ma fece registrare un grande flop dal punto di vista finanziario, venendo poi licenziato dalla maison. Montana dovette affrontare un lungo periodo di crisi economica, tanto da dover vendere la propria maison nel 2002.
Nel corso della sua carriera, Claude divenne punto di riferimento per giovani stilisti come Alexander McQueen e Olivier Theyskens.
Claude Montana morì a Parigi il 23 febbraio 2024 all'età di 76 anni.

## Vita privata
Claude Montana era apertamente gay ma nonostante ciò nel 1993 sposò la sua amica e musa ispiratrice Wallis Franken. Il matrimonio durò tre anni, fino al 1996, quando la Franken morì per una caduta dal terzo piano del loro complesso residenziale.